# Netýkavka žláznatá
Netýkavka žláznatá (Impatiens glandulifera), též netýkavka Royleova, je jednoletá bylina z čeledi netýkavkovitých. Patří mezi běžné invazivní rostliny.

## Popis
Je 1 až 2,5 metru vysoká, stavbou těla orientovaná pro růst do výšky. Dutá lodyha je u země až 5 cm tlustá, hnědé barvy, která u země může přecházet v červenou či purpurovou. Listy jsou dlouhé až 30 cm, po okrajích zubatě pilovité, na lodyhu nasedají střídavě, v její horní části též vstřícně nebo v přeslenu.
Její květy jsou 3–4 cm dlouhé a asi 2 cm široké, výrazně vonící, připomíná vůni semiše, či broskví. Korunní lístky jsou růžové, směrem ke květní stopce přecházejí do purpurové. Kvete od června do října (v Česku začíná kvést později). Semena jsou jedlá, byť nepříliš chutná.

## Výskyt
Roste primárně ve vlhkých nivách okolo potoků a řek, občas také jako plevel na mýtinách a pasekách nebo i na rumištích, ve výživné a přibližně neutrální půdě s průměrnou vlhkostí. Daří se jí v oblastech s vyšší eutrofizací. Naopak, špatně snáší suché oblasti, vyšší polohy a hory, příliš suchou půdu a nedostatek světla.

## Rozšíření a stanoviště
Stejně jako ostatní netýkavky se rozmnožuje pomocí cca 2–3 cm dlouhých tobolek obsahujících semínka, které při dotyku (např. průchodu zvěře) praskají a vystřelí až několik metrů daleko. Toto je obecně důvod jejího rychlého šíření.

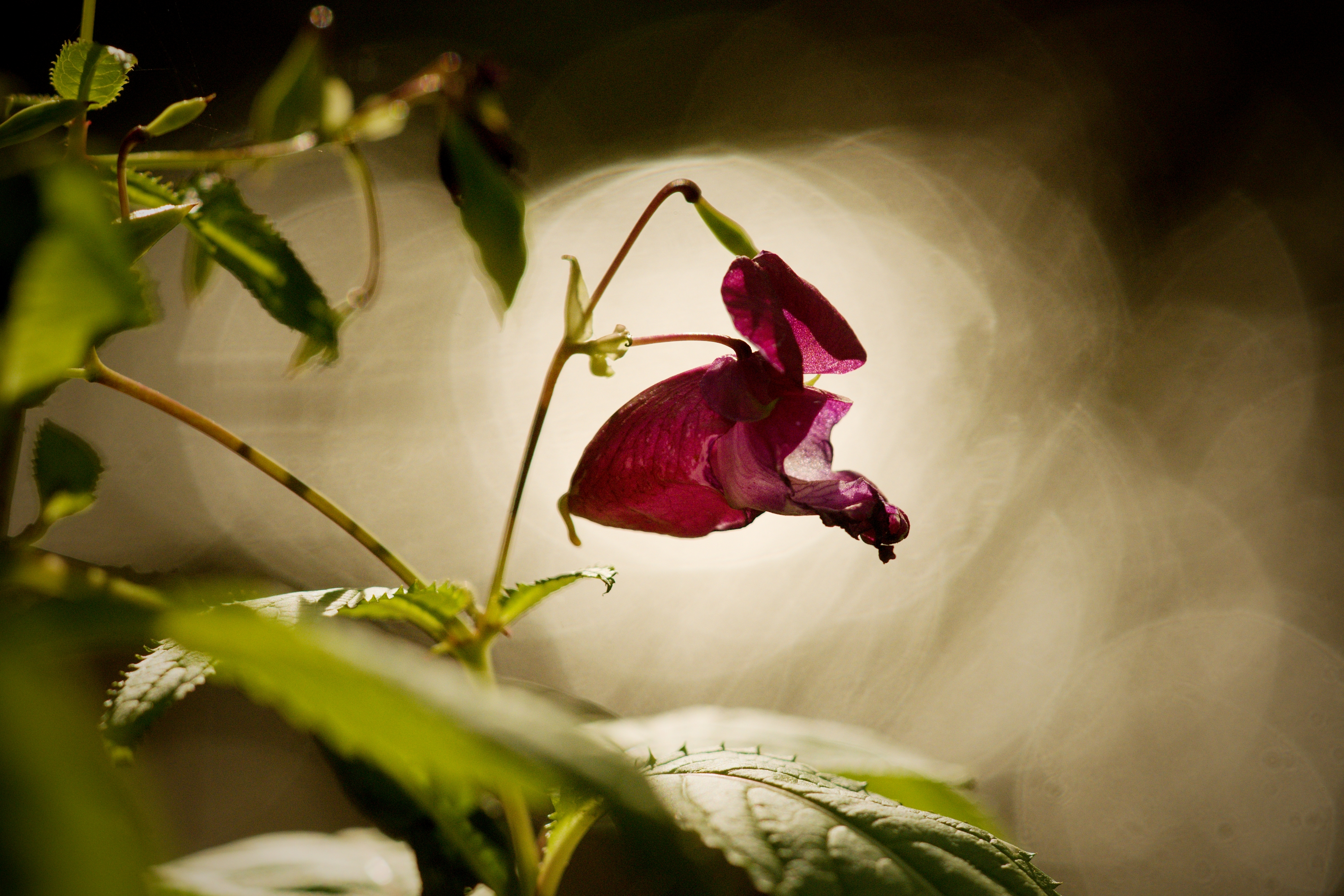
Netýkavka žláznatá (Impatiens glandulifera) patří mezi agresivní invazivní rostliny

Původem je z Himálají (tato skutečnost se odráží např. v anglickém názvu rostliny – Himalayan Balsam). Od 19. století (uváděno 1839) se ale rychle rozšířila do Evropy coby okrasná a medonosná rostlina. Po světě se šíří jako invazní druh. Byly snahy ji vypleňovat, ale podle studie Hejdy a Pyška z oddělení ekologie invazí BÚ AV ČR z roku 2006 to může otevřít prostor pro ještě invaznější rostliny jako např. křídlatku japonskou nebo podobné. Dále ve srovnání s ostatními invazními druhy (např. bolševník, již zmíněné křídlatky, lupina…) je její dopad na složení společenstev velmi malý.